# Sylvania, Ohio
Sylvania är en stad (city) i Lucas County i Ohio och en förort till Toledo. Vid 2010 års folkräkning hade Sylvania 18 971 invånare.

## Kända personer från Sylvania
- Sam Abell, fotograf